# Księstwo koreckie
Księstwo koreckie – wielkolitewskie księstwo ze stolicą w Korcu. Pierwszym znanym właścicielem księstwa koreckiego był książę Aleksander Patrykiejewicz, syn Patrycego Narymuntowicza, wnuk Narymunta.

## Historia
Księstwo koreckie zostało pierwotnie wydzielone potomkom Narymunta, będącego synem Gedymina. Pierwszym znanym księciem koreckim był Aleksander Patrykiejewicz (zm. 1433), początkowo władający także księstwem starodubskim. Prócz dóbr wołyńskich, Koreccy weszli z biegiem czasu w posiadanie znacznych majątków na Kijowszczyźnie i Bracławszczyźnie. Wraz ze śmiercią ostatniego księcia Koreckiego w 12 lutego 1651 roku, jego dobra przeszły w posiadanie Leszczyńskich, a następnie w ręce jednej z linii książąt Czartoryskich. Pierwsi posługiwali się często tytułem „hrabiów na Korcu”, drudzy zaczęli używać tytułu „książąt na Korcu”. W posiadaniu tych ostatnich Księstwo Koreckie pozostawało do końca istnienia II Rzeczypospolitej.